# Park Narodowy Riding Mountain
Park Narodowy Riding Mountain (ang. Riding Mountain National Park, fr. Parc national du Mont-Riding) – park narodowy położony w południowo-zachodniej części prowincji Manitoba w Kanadzie. Został utworzony w 1929 na obszarze o powierzchni 2973 km². W 1986 Park Narodowy Riding Mountain został uznany za rezerwat biosfery UNESCO.
Dotarcie do parku jest możliwe autostradą Manitoba Provincial Highway 10, która przebiega przez park. Południowe wejście do parku znajduje się w miasteczku Wasagaming.
Podczas II wojny światowej na terenie parku znajdował się obóz dla jeńców wojennych.